# 五翅莓
五翅莓（学名：Agapetes serpens）为杜鹃花科树萝卜属下的一个种。

## 扩展阅读
- 維基物種上的相關：五翅莓